# فرنياتشكا بانيا
فرنجاكا بانجا (Врњачка Бања) هي مدينة في راشكا في مقاطعة وسط صربيا في صربيا.

## توأمة
لفرنياتشكا بانيا اتفاقيات توأمة مع كل من:
- فيبو فالينتيا
- براني (2015 - )

## أعلام
- ليوبودراغ سيمونوفيتش
- ألكسندر درينوفاك